# Mildred Pierce (roman)
Cet article concerne le roman de James M. Cain. Pour la mini-série de Todd Haynes qui en est adaptée, voir Mildred Pierce.
Mildred Pierce (titre original : Mildred Pierce) est un roman de l'auteur américain James M. Cain publié en 1941.

## Résumé
Dans le Los Angeles des années 1930, Mildred Pierce est une mère de famille de la classe moyenne qui essaie de maintenir la position sociale des siens confrontés à la Grande Dépression.
Lassée par les infidélités de son mari et par les dettes qui s'accumulent, Mildred décide de se séparer de lui. Elle doit alors assurer seule  l'éducation de ses deux filles, Véda et Ray. Surmontant son dégoût pour l'uniforme, elle trouve  un emploi comme  serveuse dans un restaurant.
Alors que Mildred travaille dur pour conserver sa place au sein de la classe moyenne, elle s'inquiète davantage pour Véda, sa fille snob et capricieuse qui ne supporte pas l'idée de voir sa mère serveuse. Sous le chantage de sa propre fille et grâce à ses talents de cuisinière, Mildred ouvre alors son propre restaurant de pies, ces traditionnelles tourtes aux fruits américaines.
Forte de sa nouvelle réussite économique et débarrassée de ses dettes, Mildred voit alors plus grand et décide d'ouvrir plusieurs succursales de son restaurant.
Portée par l'envie farouche de réussir par elle-même, Mildred se donne toutes les chances d'atteindre son objectif. Mais sa rencontre avec Monty Beragon, un dandy oisif et désargenté qui s'installe à ses crochets, et les difficultés qu'elle rencontre avec sa fille Véda, une orgueilleuse avide de luxe et de reconnaissance sociale, entraînent Mildred dans les méandres de la jalousie et dans les affres des affaires financières.

## Personnages
- Mildred Pierce – mère de famille de la classe moyenne
- Bert Pierce – le mari de Mildred
- Moiré "Ray" et Veda Pierce – les filles de Mildred
- Wally Burgan – ancien partenaire d'affaires de Bert
- Monty Beragon – riche playboy et amant de Mildred
- Ida – serveuse et amie de Mildred

## Analyse
Le roman explore de manière naturaliste le contexte environnemental, qui conduit cette femme de la classe moyenne au désespoir. Mildred Pierce incarne la figure de la femme moderne et indépendante, voire la transposition féminine du self made man. Séduisante et entreprenante, elle est dépeinte en mère tragique, perdue par l'amour fou qu'elle porte à une fille ingrate et vénale. Elle représente l'émancipation d'une classe sociale, portée par le rêve américain, qui imagine des lendemains meilleurs pour sa fille.

## Citations
- « Mildred ne pouvait briser Véda, quelque battue qu'elle fût. [...] Elle avait peur de Véda, de son snobisme, de son mépris, de son orgueil invincible. Et elle avait peur d'autre chose qui semblait toujours être aux aguets sous l'élocution caressante, affectée de Véda: un désir froid, cruel, grossier de torturer sa mère, de l'humilier, et par-dessus tout de la blesser. »

- « Ce n'était pas à elle qu'on pouvait raconter qu'on n'arrivait pas à s'en sortir, même avec cette Crise, quand on avait un peu de cran. »

## Adaptations

### Au cinéma
- 1945 : Le Roman de Mildred Pierce, film américain réalisé par Michael Curtiz, avec Joan Crawford et Zachary Scott

### À la télévision
- 2011 : Mildred Pierce, mini-série américaine en 5 épisodes réalisée par Todd Haynes, avec Kate Winslet et Guy Pierce, diffusée aux États-Unis sur HBO,